# Uno scapolo in paradiso
Uno scapolo in paradiso (Bachelor in Paradise) è un film del 1961 diretto da Jack Arnold.

## Trama
AJ Niles è un autore di best-seller provocatori che scopre di essere stato truffato dal suo commercialista, Herman Wapinger, e di avere un grosso debito fiscale. Con lo pseudonimo di Jack Adams, Niles si infiltra in una comunità suburbana della California chiamata Paradise Village per fare ricerche per un nuovo libro sulle mogli e decide di stabilirsi sul posto. Viene inseguito da una donna sposata civettuola di nome Dolores e si innamora di una donna, Rosemary, che gli affitta la sua casa. Wapinger viene trovato, i soldi di Niles gli vengono restituiti e lui rivela la sua vera identità in televisione nazionale. Tre mariti di Paradise Village chiedono il divorzio, credendo che le loro mogli abbiano delle relazioni con Niles. In tribunale per il divorzio, Niles rivela di essere innamorato di Rosemary e le chiede di sposarlo. Le cause di divorzio vengono archiviate e Rosemary accetta.